# Charles Cecil
Charles Cecil (11 agosto 1962) è un autore di videogiochi britannico, noto per essere il fondatore e il presidente di Revolution Software.

## Biografia
Nato nel 1962, Charles Cecil trascorse i primissimi anni della propria vita nella Repubblica Democratica del Congo, dove suo padre lavorava come ragioniere presso la multinazionale Unilever. Quando aveva due anni la sua famiglia fu costretta a fuggire dal Paese, agitato dal colpo di Stato di Mobutu Sese Seko: lui e sua madre furono aerotrasportati, mentre suo padre dovette lasciare il Paese su un cargo che trasportava birra.
Tornato in Inghilterra frequentò la scuola dell'obbligo nell'Hampshire, prima di trasferirsi a Manchester per studiare ingegneria meccanica; ben presto, tuttavia, rimase affascinato dal mondo dei videogiochi, che lo attirava per via della sua commistione di creatività e tecnica. Per questo motivo, durante gli anni dell'università, cominciò a lavorare presso uno sviluppatore di videogiochi britannico, Artic Computing: tra il 1981 e il 1982 l'azienda pubblicò i primi titoli sviluppati da Cecil, tre avventure testuali intitolate Adventure B: Inca Curse, Adventure C: Ship of Doom e Adventure D: Espionage Island. Negli anni successivi Cecil continuò il proprio lavoro presso Artic Computing: qui, nel 1986, conobbe Tony Warriner, giovane programmatore esordiente che propose all'azienda un proprio titolo, Obsidian; il gioco venne pubblicato da Artic proprio grazie all'intermediazione di Cecil.
Dopo la chiusura di Artic Computing, avvenuta intorno alla metà degli anni Ottanta, Cecil decise di fondare una piccola azienda sviluppatrice di videogiochi, la Paragon Programming, ma nel 1987 venne assunto dall'editore britannico U.S. Gold e successivamente divenne manager della divisione europea di Activision, dedicandosi quindi più alla gestione della produzione che all'aspetto creativo del settore.
Nel 1990, tuttavia, Cecil decise di tornare a dedicarsi allo sviluppo di videogiochi, gettando le basi dell'azienda che negli anni successivi gli avrebbe dato la fama: Revolution Software. La società venne fondata da Cecil stesso insieme alla sua fidanzata Noirin Carmody, al suo ex collega Tony Warriner e a un amico di quest'ultimo, David Sykes: il gruppo stabilì la propria sede a Kingston upon Hull, aiutato da un prestito concesso dalla madre di Cecil, e si pose subito l'obiettivo di realizzare videogiochi di genere avventura grafica, sulla scia del successo avuto in quegli anni da Sierra. Dopo la tiepida accoglienza riservata al titolo d'esordio, Lure of the Temptress, pubblico e critica apprezzarono il secondo gioco di Revolution, Beneath a Steel Sky, ma fu soltanto con il terzo progetto, Broken Sword: Il segreto dei Templari, che il nome di Cecil divenne celebre nel settore: il titolo ha dato origine alla serie omonima, diventando il gioco più noto dell'azienda e una delle più famose avventure grafiche di sempre.
Cecil, oltre a ricoprire la carica di presidente di Revolution Software, si occupa anche della regia di ogni singolo progetto dell'azienda. Al di fuori della sua società, Cecil ha fornito consulenze su storia e design per altri due titoli: Il codice da Vinci, sviluppato da The Collettive e pubblicato nel 2006, e Doctor Who: The Adventure Games, sviluppato da Sumo Digital e pubblicato nel 2010.
Nel 2006, nel corso dei Develop Industry Excellence Awards organizzati dalla rivista di settore Develop, Charles Cecil è stato insignito dello status di Development Legend. Nel 2011, inoltre, Cecil è stato nominato membro dell'Ordine dell'Impero Britannico dalla Regina d'Inghilterra per i servizi resi nell'industria dei videogiochi.

## Videogiochi
- Adventure B: Inca Curse (1981)
- Adventure C: Ship of Doom (1982)
- Adventure D: Espionage Island (1982)
- Lure of the Temptress (1992)
- Beneath a Steel Sky (1994)
- Broken Sword: Il segreto dei Templari (1996)
- Broken Sword II: La profezia dei Maya (1997)
- Oro e gloria: La strada per El Dorado (2000)
- A sangue freddo (2000)
- Broken Sword: Il sonno del drago (2003)
- Broken Sword: L'angelo della morte (2006)
- Il codice da Vinci (2006)
- Broken Sword: Il segreto dei Templari – The Director's Cut (2009)
- Beneath a Steel Sky: Remastered (2009)
- Doctor Who: The Adventure Games (2010)
- Broken Sword II: La profezia dei Maya - Rimasterizzato (2010)
- Broken Sword 5: La maledizione del serpente (2013)